# Línea L35 (Montevideo)
La línea L35 de Montevideo es una línea local de la Terminal Paso de la Arena, uniendo dicha terminal con Punta Espinillo, sustituyendo en la totalidad de los servicios de la línea 135. La ida es Punta Espinillo y la vuelta Paso de la Arena.

## Recorridos
| IDA - (Terminal de Paso de la Arena) - Avenida Luis Batlle Berres - Cno. Tomkinson - Cno. O'Higgins - Cno. Sanguinetti - Cno. A Punta Espinillo - Cno. Del Tropero - Punta Espinillo | VUELTA - Punta Espinillo - Camino Del Tropero - A Punta Espinillo - Cno. Sanguinetti - Cno. O'Higgins - Cno. Tomkinson - Pbro. Cosme Agullò - Cno. Cibils - Av. Luis Batlle Berres - (Terminal de Paso de la Arena) |

## Barrios
La línea L35 pasa por los barrios: Paso de la Arena, Rincón del Cerro y Punta Espinillo.  

## Frecuencia
La línea L35 funciona desde las 05:00 hasta las 21:00, con una frecuencia muy baja. demorando cada 1 hora y 30 minutos.